# Centro de Estudo Integrados da Biodiversidade Amazônica
O Centro de Estudos Integrados da Biodiversidade Amazônica (CENBAM) é um Instituto Nacional de Ciência e Tecnologia (INCT) com sede no Instituto Nacional de Pesquisas da Amazônia (INPA) aprovado pela chamada dos Institutos Nacionais de Ciência e Tecnologia edital 15 de 2008 - Demanda induzida - Faixa C em 27 de novembro de 2008 pelo presidente do CNPq e do MCTI. 
O CENBAM integra ações relacionadas a componentes específicos das Diretrizes para a Política Nacional da Biodiversidade (DPNB) em cadeias funcionais de produção de conhecimento, ou seja, cria e consolida cadeias de produção baseadas em conhecimentos científicos sólidos que se iniciam com estudos sobre a biodiversidade, gerando, ao final, informações, produtos ou processos importantes para usuários específicos a curto, médio e longo prazo.
O CENBAM mantém uma rede de trabalho inovadora entre instituições de sete estados amazônicos (Acre,  Amapá, Amazonas, Maranhão, Pará, Roraima e Rondônia) que desenvolvem pesquisa sobre biodiversidade, usando recursos limitados disponíveis para aprofundar o conhecimento sobre biodiversidade e os fatores que a afetam, integrando diferentes partes da cadeia de produção de conhecimento para a pesquisa em biodiversidade na Amazônia. O CENBAM é único projeto brasileiro em biodiversidade que faz parte do EUBON - European Biodiversity Observation Network.
Atualmente o INCT CENBAM ganhou destaque internacional após a publicação de duas descobertas: espécie de sapo que pratica necrofilia e nova espécie de cogumelo. O CENBAM também possuí 340 artigos publicados em revistas especializadas, além de 6 livros e 16 guias de identificação, entre outros.
A rede enfatiza também o intercâmbio e colaboração científica entre os núcleos regionais e entre estes e o núcleo gestor. 

## Ligações Externas
Site Institucional

INCT/CENBAM

Apresentação CENBAM